# Peter McGrail
Peter McGrail (Liverpool, 31 de mayo de 1996) es un deportista británico que compite por Inglaterra en boxeo.
Ganó dos medallas de bronce en el Campeonato Mundial de Boxeo Aficionado, en los años 2017 y 2019, y una medalla de oro en el Campeonato Europeo de Boxeo Aficionado de 2017.
En los Juegos Europeos de Minsk 2019 obtuvo una medalla de bronce en la categoría de 56 kg.

## Palmarés internacional
| Campeonato Mundial | Campeonato Mundial    | Campeonato Mundial | Campeonato Mundial |
| Año                | Lugar                 | Medalla            | Categoría          |
| ------------------ | --------------------- | ------------------ | ------------------ |
| 2017               | Hamburgo (Alemania)   | Medalla de bronce  | 56 kg              |
| 2019               | Ekaterimburgo (Rusia) | Medalla de bronce  | 57 kg              |
| Juegos Europeos    |                       |                    |                    |
| Año                | Lugar                 | Medalla            | Categoría          |
| 2019               | Minsk (Bielorrusia)   | Medalla de bronce  | 56 kg              |
| Campeonato Europeo |                       |                    |                    |
| Año                | Lugar                 | Medalla            | Categoría          |
| 2017               | Járkov (Ucrania)      | Medalla de oro     | 56 kg              |